# Palazzo Belimbau
Il palazzo Belimbau, detto anche palazzo Antoniotto Cattaneo o Palazzo Francesco De Ferrari, è un edificio storico italiano, sito in piazza della Nunziata 2, nel centro storico di Genova. È uno dei Palazzi dei Rolli che furono designati, al tempo della Repubblica di Genova, a ospitare gli ospiti di alto rango durante le visite di stato per conto del governo genovese.
L'edificio è fra i 42 palazzi dei rolli selezionati e dichiarati Patrimonio dell'umanità dall'UNESCO il 13 luglio 2006.

## Storia

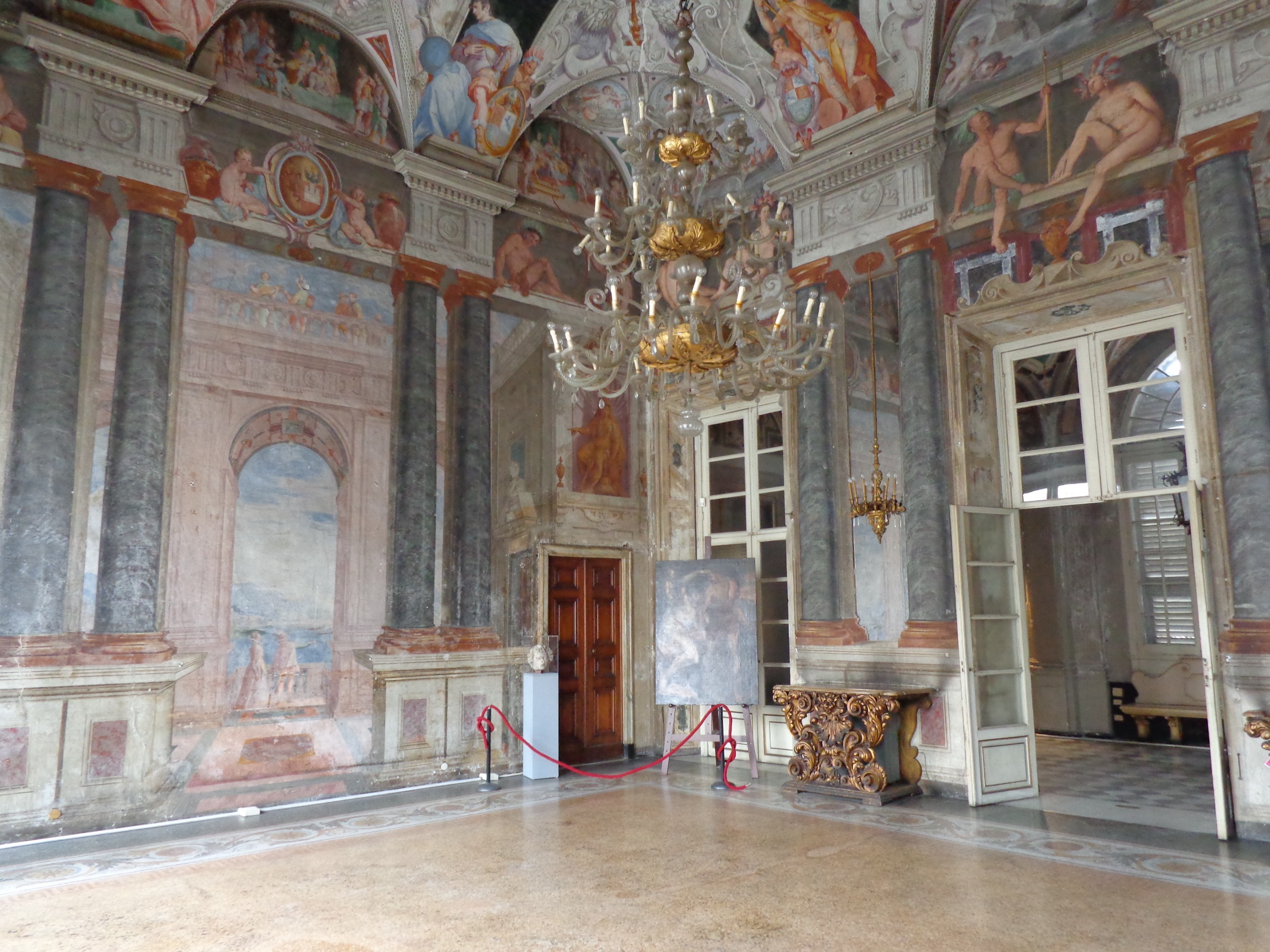
Salone di Colombo

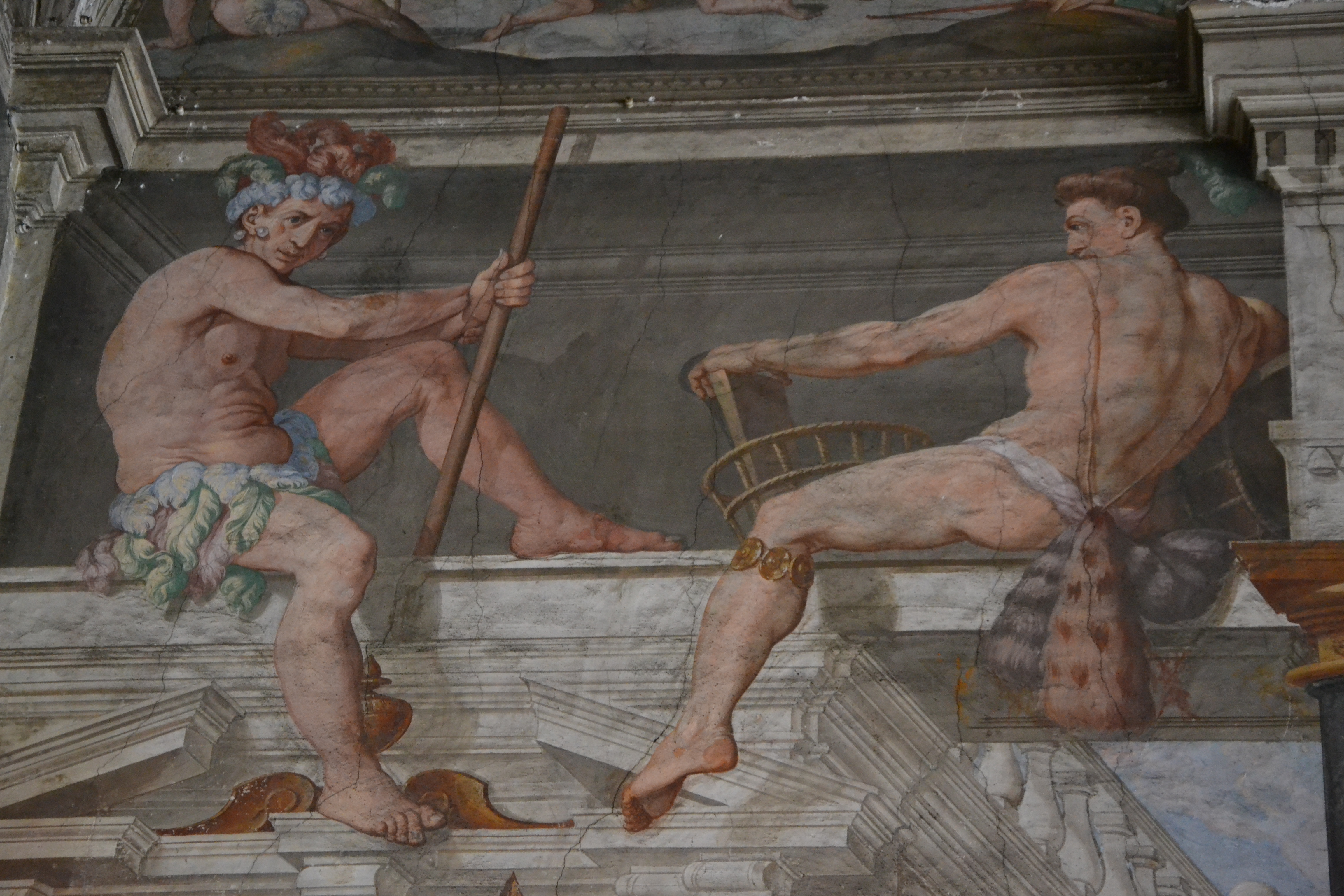
Lazzaro Tavarone, Indigeni, 1610

Il palazzo fu inizialmente edificato da Antoniotto Cattaneo, appartenente all'antica nobiltà genovese, che terminò la costruzione dell'edificio nel 1594.
La dimora divenne quindi proprietà di Francesco De Ferrari, che con la moglie Delia Giustiniani, tra il 1604 e il 1611, affidando probabilmente l'opera all'architetto Ceresola detto il Vannone, la ristrutturò e la unì ad un’altra sua residenza attigua, conferendo in tal modo all’edificio l’attuale consistenza architettonico-volumetrica.

### La decorazione barocca
Nel primo decennio del XVII secolo la famiglia incaricò Lazzaro Tavarone (Genova 1556 - 1641), allievo di  Luca Cambiaso, per la decorazione del palazzo con un vasto ciclo pittorico a tematica storico celebrativa, che si sarebbe dispiegato sulle pareti e le volte del vestibolo, dello scalone e di vari ambienti del piano nobile. Gli affreschi che decorano il vestibolo d'ingresso, che dà accesso allo scalone monumentale, sono dedicati alla vita di Cleopatra. Al centro della volta, il riquadro principale raffigura la regina d'Egitto che naviga nelle acque del fiume Cnido, sulla grandiosa nave dalla poppa d'oro e dai remi d'argento, come narrato da Plutarco nelle sue Vite. Tutto attorno entro finte architetture dipinte sono racchiusi fantasiosi decori a grottesca di gusto ancora tardomanierista, intervallati da ritratti di condottieri a figura intera. Il ciclo dedicato a Cleopatra prosegue sullo scalone monumentale, dove è rappresentato L'incontro di Antonio e Cleopatra.
Giunti al termine della scalinata, un vestibolo d'ingresso introduce al salone monumentale che si affaccia sulla balconata prospiciente Piazza dell'Annunziata, interamente rivestito dagli affreschi dedicati dal Tavarone alle Imprese di Cristoforo Colombo. I personaggi e le vicende rappresentate sono tratti dalle Historie della vita e dei fatti di Cristoforo Colombo di Fernando Colombo, secondogenito del celebre navigatore, pubblicate a Venezia nel 1571. La narrazione delle vicende del navigatore genovese, di umili origini, giunto a compiere le eroiche imprese che lo resero immortale, allude alla storia del committente, Francesco De Ferrari, che aveva guadagnato il rango nobiliare a con le leges novae del 1575, sposando poi Delia Giustiniani, appartenente ad una delle famiglie di più antica nobiltà, cui si allude invece nelle vicende della storia di Cleopatra.
Secondo la consuetudine della decorazione pittorica cinquecentesca, anche qui la decorazione ha il fulcro principale in un vasto riquadro che copre il centro della volta, raffigurante l'episodio più saliente, “Isabella di Castiglia e Ferdinando d’Aragona ricevono Colombo al ritorno dal nuovo mondo”, quando il sovrano di Spagna abbraccia il navigatore genovese ritornato trionfante dall'impresa. Le dodici lunette alle pareti contengono altrettanti episodi della vita del navigatore, ciascuna corredata da putti con cartigli esplicativi che ne costituiscono una sorta di didascalia. Le pareti sono affrescate con sfondati prospettici a Trompe-l'œil, che fingono paesaggi della riviera, finte architetture e alcuni personaggi, tra cui probabilmente l'artista stesso ed il suo committente, mentre sopra gli architravi sono raffigurati indios e putti reggenti i due stemmi di famiglia (De Ferrari e De Ferrari Giustiniani), nei quali il Tavarone sfodera la sua perizia nella rappresentazione dei nudi.
Alcuni anni dopo il 1611, il palazzo passò di proprietà, per via femminile, ai Chiavari.
Dopo il 1768 passò ai Cambiaso che, a partire dal 1780, commissionarono una ristrutturazione generale dell’edificio all’architetto Giovanni Battista Pellegrini: la facciata verso la piazza, scandita da una quadratura mista, con un ordine architettonico di gusto classicista e specchiature ad affresco, e lo scalone, sono opera degli architetti Giovanni Battista Pellegrini e Bartolomeo Bernasconi, che nel 1785 diressero la ristrutturazione dell'edificio per la famiglia Cambiaso.
Nel 1815 fu residenza di papa Pio VII, prigioniero di Napoleone Bonaparte di passaggio a Genova, come ricorda un'iscrizione posta sul portale di ingresso al piano nobile.
Dopo il 1824, con il matrimonio di Marina Chiavari e Giovanni Battista Negrotto Cambiaso, il palazzo divenne proprietà dei Negrotto Cambiaso.

### Il palazzo nel XX Secolo
Nel 1890 il palazzo passò ai Cohen Belimbau - prima al banchiere genovese Enrico, poi al figlio Eugenio ed infine al nipote Enrico Luigi, ultimo erede della dinastia, deceduto senza prole nel 1991 - che trasformarono via via il palazzo in sede di uffici.
La manutenzione del tutto assente determinò, nel XX secolo, un rapido degrado dell'intero edificio. A ciò si aggiunsero i seri danni prodotti ai cicli di affreschi, alle collezioni d'arte in esso contenute, ed al palazzo stesso, dai bombardamenti alleati dell'ottobre 1943, che danneggiarono gravemente anche il prospiciente Palazzo Nicolò Lomellini e la navata destra della Basilica della Santissima Annunziata.
Nella seconda metà del XX secolo, il palazzo fu sede del consolato francese, quindi ospitò gli uffici per le opere universitarie di assistenza degli studenti, ed infine il nascente Centro di formazione permanente (PerForm), quest'ultimo tuttora presente.
Dopo la morte nel 1991 di Enrico Luigi, l'ultimo erede della dinastia Belimbau, l'anziana vedova, la signora Rossana Iannoni, rimasta unica erede del patrimonio universale della famiglia, donò nel 2000 il palazzo all'Università di Genova, con la clausola che l'Ateneo, accettando la donazione, non avrebbe potuto alienare la proprietà dell'edificio fino alla sua morte, avvenuta nel settembre 2007. L'Università ha perciò iniziato, col finanziamento congiunto di Comune e Fondazione Carige, i lavori di restauro sul tetto e sulla facciata, completati nel 2004.
Nel settembre 2007, col decesso della vedova Belimbau, ed il conseguente venir meno per l'Ateneo del vincolo che impediva l'alienazione del bene donato, l'Università valutò l'ipotesi di procedere alla sua vendita, per coprire il buco di bilancio da 15 milioni di euro nel frattempo emerso, che venne poi tuttavia appianato senza ricorrere a questa soluzione.
Nel 2009, le principali istituzioni locali coinvolte, come parte di un più ampio progetto di ristrutturazione degli edifici di proprietà dell'Ateneo per un investimento complessivo di circa 110 milioni di euro di cui faceva parte anche il restauro di Palazzo Belimbau, concordarono sulla necessità di trasferimento a Palazzo Belimbau, previa ristrutturazione degli spazi interni da destinare a tal fine, di una parte degli uffici amministrativi fino a quel tempo situati nei vicini Palazzo Cristoforo Spinola e Palazzo Filippo Lomellini. Poiché la ristrutturazione auspicata non ha avuto luogo a causao della mancanza dei fondi necessari, il trasferimento di tali uffici non è stato realizzato.
Nell'agosto 2016 il governo ha stanziato un contributo di 1,4 milioni di euro per la ristrutturazione degli spazi interni del palazzo.
L'edificio, costituito di una superficie interna di circa 3300 m², ospita unicamente uffici universitari, salvo il piano terra nel quale sono presenti anche alcune attività commerciali. Il palazzo è sede dei seguenti uffici: Servizio Apprendimento Permanente (ex Perform, Centro di Formazione Permanente), ubicato al II Piano (piano nobile) e per la parte amministrativa al I Piano; Servizio Interventi Straordinari e Servizio Progettazione e Sviluppo Edilizio, rispettivamente al I e al IV Piano; e Sportello Unico Studenti di Scienze Sociali (ex Segreteria Studenti di Scienze Sociali), al civico 9R di Piazza della Nunziata (angolo via delle Fontane).
Il piano nobile del palazzo, contenente gli elementi di maggior pregio, è periodicamente aperto alle visite da parte del pubblico, nell'ambito dell'evento dei Rolly Days.